# Isabel Blanco Llamas
María Isabel Blanco Llamas (Madrid, 19 de agosto de 1972) es una ingeniera de caminos, funcionaria y política española, consejera de Familia e Igualdad de Oportunidades desde 2019, y vicepresidenta de la Junta de Castilla y León desde 2024, tras la renuncia de Juan García-Gallardo.

## Biografía
Estudió ingeniería de caminos en la Universidad de Cantabria. Tras trabajar en la empresa privada desde 1999, es funcionaria de la Diputación Provincial de Zamora.

## Trayectoria política
Militante del Partido Popular, de 2011 a 2015 fue procuradora en las Cortes de Castilla y León.
En las elecciones generales de 2019 encabezó la lista del PP al Congreso de los Diputados por la provincia de Zamora y fue elegida diputada, pero pronto dimitió para ser consejera de Familia e Igualdad de Oportunidades en la Junta de Castilla y León, y asumió el cargo el 19 de julio de 2019.